# Вальтер Кюн
Не плутати з контрадміралом фольксмаріне!
Вальтер Кюн (нім. Walter Kühn; 27 липня 1890, Грюнберг — 24 липня 1944, Кіль) — німецький військовий інженер, контрадмірал-інженер крігсмаріне (1 вересня 1940).

## Біографія
1 жовтня 1910 року вступив в кайзерліхмаріне. Учасник Першої світової війни, інженер на торпедних катерах. Після демобілізації армії залишений в рейхсмаріне. З 8 лютого 1937 року — головний інженер військово-морської станції «Остзе», з 5 серпня 1940 року — групи ВМС «Північ». 1 травня 1943 року переданий в розпорядження командувача-адмірала на Балтійському морі. 30 вересня 1943 року звільнений у відставку. Загинув під час бомбардування Кіля.

## Нагороди
- Залізний хрест
  - 2-го класу (15 травня 1916)
  - 1-го класу (21 серпня 1918)
- Сілезький Орел 2-го і 1-го ступеня
- Хрест Левенфельда 2-го і 1-го класу
- Медаль «За вислугу років» (Пруссія) 3-го класу (9 років; 13 жовтня 1921)
- Німецький кінний знак
- Почесний хрест ветерана війни з мечами (5 січня 1935)
- Медаль «За вислугу років у Вермахті» 4-го, 3-го, 2-го і 1-го класу (25 років; 2 жовтня 1936) — отримав 4 нагороди одночасно.
- Застібка до Залізного хреста 2-го класу (17 квітня 1940)
- Хрест Воєнних заслуг
  - 2-го класу з мечами
  - 1-го класу з мечами (30 січня 1942)